# قسم سلطانية الريفي (مقاطعة أبهر)
قسم سلطانیة الریفي (بالفارسية: دهستان سلطانیه) هي قسم تقع في إيران في مقاطعة سلطانية. يقدر عدد سكانها بـ 9,374 نسمة .